# Station Rogowo
Station Rogowo is een spoorwegstation in de Poolse plaats Rogowo.